# Prêmio Karl Heinz Beckurts
O Prêmio Karl Heinz Beckurts (em alemão:  Karl Heinz Beckurts-Preis) é concedido anualmente pela Fundação Karl Heinz Beckurts a até três cientistas que deram impulso à inovação industrial. É dotado com no máximo 30.000 euros e denominado em memória de Karl Heinz Beckurts.

## Recipientes[2]
- 1989: Horst Albach, José Luis Encarnação, Albrecht Fleckenstein e Gisa Fleckenstein-Grün
- 1990: Gerd Herziger, Karl-Heinz Hoffmann e Martin Grötschel, Dieter Oesterhelt
- 1991: Hans-Herbert Brintzinger e Walter Kaminsky, Hans-Georg Musmann, Dietmar Temmler
- 1992: Horst-Peter Seeburg, Dieter Seitzer, Sigmar Wittig
- 1993: Klaus Brockhoff, Jens Frahm, Herbert Gajewski
- 1994: Kurt Mehlhorn, Stefan Miltenyi e Andreas Radbruch, Frieder Wolfram Scheller
- 1995: Hermann Bujard, Arnd Greiling e Wolfgang Stolz, Helmut Klausing
- 1996: Timm Anke e Wolfgang Steglich, Gerd Hirzinger, Wolfgang Schlegel
- 1997: Wilhelm Barthlott, Karl Joachim Ebeling, Brigitte Wittmann-Liebold e Christian Wurzel
- 1998: Lutz Claes, Christoph von der Malsburg e Werner von Seelen, Jürgen Wolfrum
- 1999: Heinz-Otto Peitgen, Roland Wiesendanger, Lothar Willmitzer
- 2000: Günter Kappler, Andreas Plückthun, Wolfgang Wahlster
- 2001: Wolfgang Baumeister, Karsten Buse
- 2002: Christoph Bräuchle, Stefan Hell, Walter Krenkel
- 2003: Michael Karas e Franz Hillenkamp, Thomas Lengauer, Wilma K. Weyrather, Michael Krämer e Michael Scholz
- 2004: Markus Amann e Markus Ortsiefer, Gerhard Höfle e Hans Reichenbach, Hans Lehrach
- 2005: Friedrich Kremer, Arne Skerra, Clemens Zierhofer
- 2006: Johannes Buchmann, Harald Rose, Knut Urban, Maximilian Haider
- 2007: Thomas Tuschl, Axel Ullrich
- 2008: Ahmad-Reza Sadeghi, Thomas Scheibel, Peter Seeberger
- 2009: Franz Josef Gießibl, Eberhart Zrenner
- 2010: Stephan Lutgen, Adrian Avramescu, Désirée Queren, Peter Hegemann, Georg Nagel, Ernst Bamberg
- 2011: Thomas Wiegand, Detlev Marpe, Heiko Schwarz
- 2012: Uwe Franke, Stefan Gehrig, Clemens Rabe
- 2013: Markus Gross
- 2014: Andreas Marx